# Denkmalzone Ortskern (Irsch)

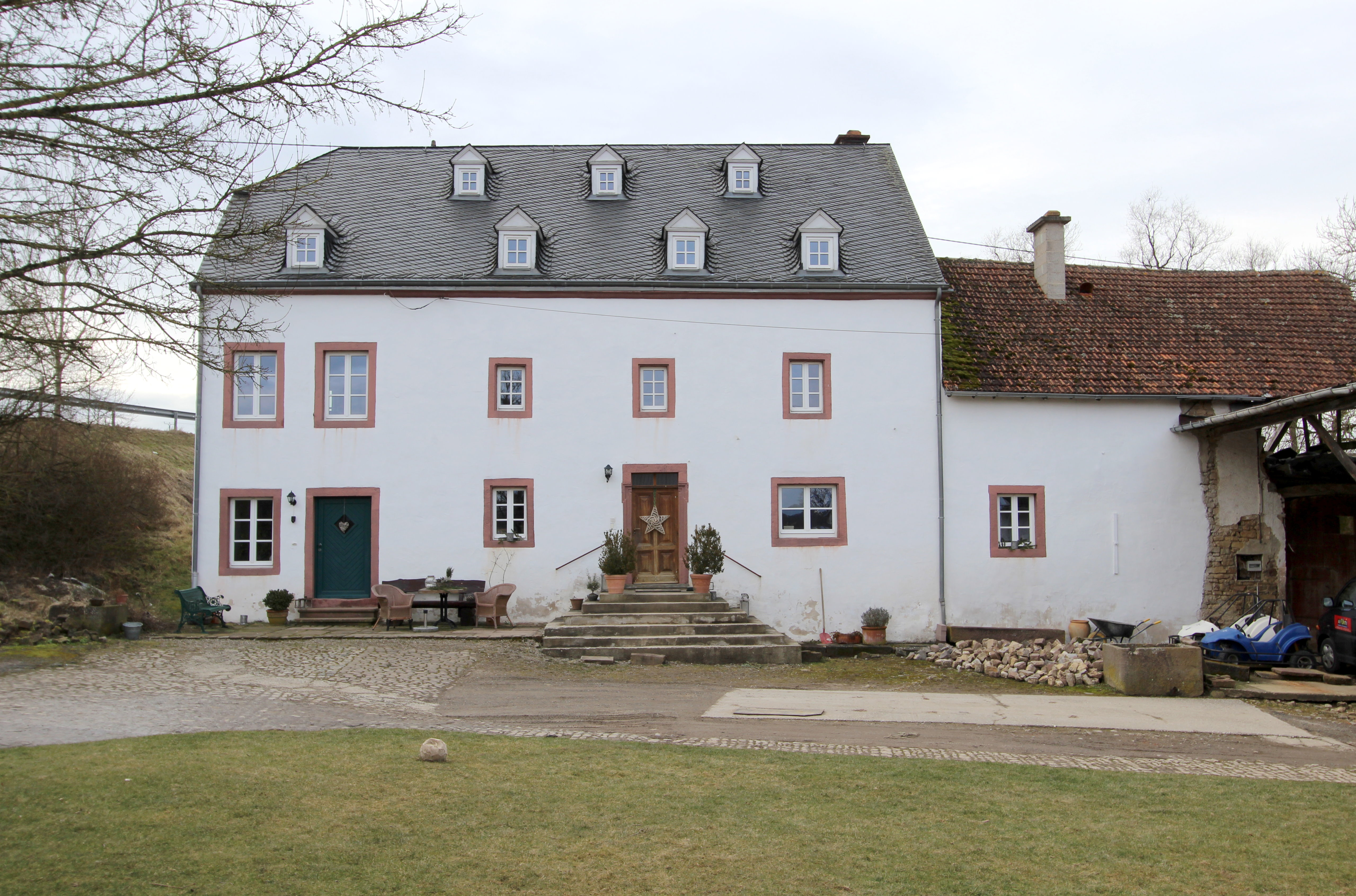
Irscher Hof Nr. 1

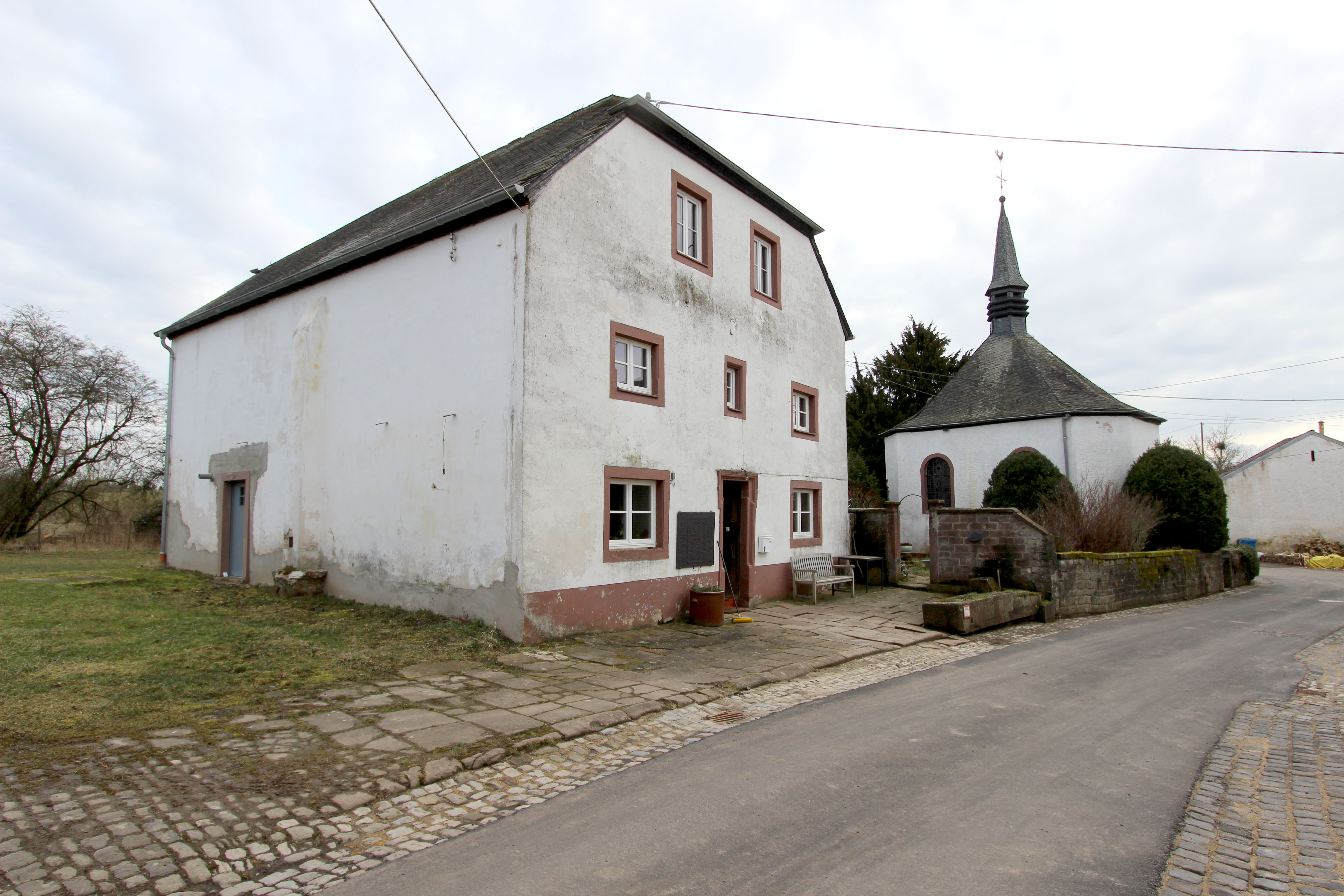
Irscher Hof Nr. 2 mit Hofkapelle

Die Denkmalzone Ortskern von Irsch, einem Stadtteil von Bitburg im Eifelkreis Bitburg-Prüm in Rheinland-Pfalz, umfasst den historischen Ortskern des Weilers mit Gehöft Nr. 1 und Nr. 2 und der dazu gehörigen Kapelle.
Die als Denkmalzone ausgewiesene Bebauung hat sich ab dem Beginn des 18. Jahrhunderts entwickelt. Sie wird von keiner modernen Bebauung unterbrochen und besitzt Details wie Kalksteinmauern und Wieseneinfassungen aus aufrecht stehenden Kalksteinplatten. 
Die im Abstand einer Generation errichteten Wohnhäuser vertreten zwei Typen mittelaxialer Erschließung der Räume (Nr. 1 trauf-, Nr. 2 giebelseitig).